# Panégyrique (Guy Debord)
Pour les articles homonymes, voir Éloge panégyrique.
Panégyrique, tome premier et tome second, sont deux livres autobiographiques de Guy Debord publiés en 1989 par les Éditions Gérard Lebovici et en 1997 par Arthème Fayard respectivement.
Le tome troisième ainsi que les suivants restés à l'état de manuscrit furent brûlés dans la nuit du 30 novembre 1994, selon la volonté de Guy Debord.

## Panégyrique, tome premier
Ce premier volume, publié en 1989, est composé de sept chapitres où l'auteur évoque différentes questions à partir de sa propre vie :
- chapitre I : la question du langage à travers la stratégie.
- chapitre II : les passions de l'amour à travers la criminalité.
- chapitre III : le passage du temps à travers l'alcoolisme.
- chapitre IV : l'attirance des lieux à travers leur destruction.
- chapitre V : l'attachement à la subversion à travers le contre-coup policier qu'elle entraîne continuellement.
- chapitre VI : le vieillissement à travers le monde de la guerre.
- chapitre VII : la décadence à travers le développement économique.

« Toute ma vie, je n'ai vu que des temps troublés, d'extrêmes déchirements dans la société et d'immenses destructions ; j'ai pris part à ces troubles.» est l'incipit de ce premier volume.
Panégyrique, tome premier, a été réédité à partir de 1993 par les Éditions Gallimard.

## Panégyrique, tome second
Ce second volume, publié en 1997 de façon posthume, est composé de photographies et de citations de différents auteurs.

## Éditions
- Panégyrique, tome premier, Éditions Gérard Lebovici, Paris, 1989.  (ISBN 2-85184-224-2)
- Panégyrique, tome premier, Gallimard, Collection blanche, Paris, 1993.  (ISBN 2-07-073403-X)
- Panégyrique, tome second, Arthème Fayard, Paris, 1997.